# 侮辱罪
侮辱罪（ぶじょくざい）は、具体的な事実の摘示をしないで、不特定または多数の人が見られる中で口頭や文書を問わず、他者を侮辱することを内容とする犯罪（刑法231条）。本罪は親告罪である（刑法232条）。または、個人に関する情報、侮辱内容を指示し、他者に合わせる、共犯の事例もある。
名誉毀損罪とは「具体的な事実の摘示」の「有無」によって区別される。

## 概説
名誉毀損罪との関係で、本罪の保護法益について、名誉毀損罪と異なる名誉感情と解する見解もあるが、判例・通説では名誉毀損罪と同じ外部的名誉（社会的名誉・社会的な評価）であるとされ、本罪と名誉毀損罪は事実の摘示の有無によって区別される。

## 行為
本罪の行為は「公然と人を侮辱すること」である。
- 「公然」については、名誉毀損罪と同じ
- 「侮辱」とは、他人の人格を蔑視する価値判断を表示することをいい、態様を問わない

## 法定刑
侮辱罪の法定刑は、1年以下の懲役若しくは禁錮若しくは30万円以下の罰金又は拘留若しくは科料である（2022年7月7日施行）。

### 改正前
2022年7月改正前の刑法の法定刑は拘留（30日未満）又は科料（1万円未満）だった。これは刑法典で規定されている犯罪において、法定刑が最も軽いものだった。法定刑に拘留・科料しかないことから、幇助犯・教唆犯は処罰されず（刑法64条）、犯人隠避罪（刑法103条）の客体となる犯人にも当たらないとされていた。また、公訴時効は1年であった。

### 改正の議論
インターネット上の誹謗中傷が特に社会問題となったことで侮辱罪の法定刑引き上げが議論されるようになった。
2020年5月に女子プロレスラーの木村花がインターネット上で侮辱をされたことを苦にして自殺した事件を契機に厳罰化の議論が進行し、量刑を「1年以下の懲役若しくは禁錮又は30万円以下の罰金又は拘留若しくは科料」へと引き上げる改正案が2022年3月8日に閣議決定された。
ただし、弁護士の神田知宏によると、侮辱罪より刑罰の重い名誉毀損罪においても、警察側が「軽い犯罪」として告訴状の受け取りを拒否する態度をとることは少なくない。このことから侮辱罪の厳罰化についても、名誉毀損罪より刑罰が軽く、警察が動かなければその実効性には疑問があると論じている。
2022年（令和4年）6月13日、侮辱罪を厳罰化する改正刑法が成立した。改正部分は2022年7月7日から施行された。
改正により法定刑の引き上げに伴って従来侮辱罪で適用されなかった幇助罪や教唆罪の適用が可能になり、犯人隠避罪の客体となる犯人として適用可能となり、公訴時効も3年になった。